# Matsue
Pour les articles homonymes, voir Matsue (homonymie).
Matsue (松江市, Matsue-shi) est le chef-lieu de la préfecture de Shimane, autrefois partie de l'ancienne Province d'Izumo, située dans la région du Chūgoku, sur la côte ouest de l'île de Honshū, au Japon.

## Géographie

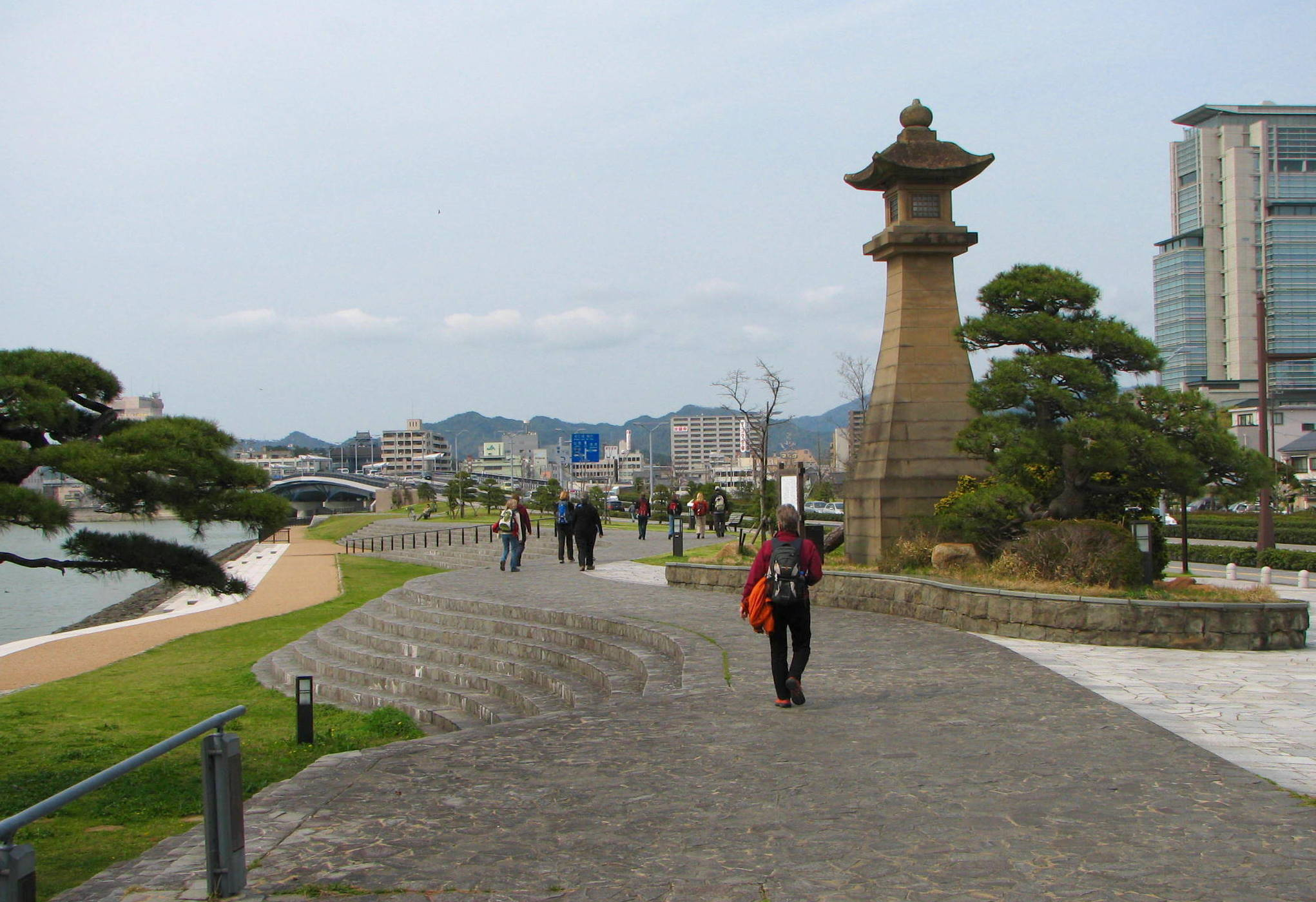
Matsue avec le lac Shinji (gauche).

### Situation
La ville de Matsue est située dans le Nord-Est de la préfecture de Shimane, sur l'île de Honshū, au Japon. La capitale préfectorale est bordée par la mer du Japon, au nord, et le lac Shinji, à l'est.

### Municipalités limitrophes
| mer du Japon | mer du Japon  | mer du Japon |
| Izumo        | Matsue        | Sakaiminato  |
| Unnan        | Unnan, Yasugi | Yasugi       |

### Démographie
Lors du recensement national de 2015, la population de Matsue était de 206 230 habitants, répartis sur une superficie de 572,99 km2. La hausse de 3,5 % par rapport à l'estimation de l'enquête démographique nationale de 2000, résulte essentiellement de l'intégration de plusieurs municipalités voisines en 2005 et 2011 ; ramenée à sa superficie de l'an 2000, la ville a, de fait, enregistré une perte démographique de 3 %,.

### Hydrographie
La ville de Matsue est parcourue par de nombreux canaux (douves) qui servaient à protéger le château et est surnommée « la cité de l'eau » (水の都, Mizu no Miyako) : en effet, toute proche de la mer du Japon, elle est aussi située sur les bords du lac Shinji et traversée par les rivières Ôhashi-kawa et Tenjin-gawa qui rejoignent le lac Nakaumi à l'est de la ville.

### Climat
| Mois                                             | jan.      | fév.      | mars      | avril     | mai       | juin     | jui.      | août      | sep.      | oct.      | nov.      | déc.      | année     |
| ------------------------------------------------ | --------- | --------- | --------- | --------- | --------- | -------- | --------- | --------- | --------- | --------- | --------- | --------- | --------- |
| Température minimale moyenne (°C)                | 1,5       | 1,3       | 3,6       | 8,2       | 13,5      | 18,2     | 22,8      | 23,8      | 19,6      | 13,4      | 8         | 3,6       | 11,4      |
| Température moyenne (°C)                         | 4,6       | 5         | 8         | 13,1      | 18        | 21,7     | 25,8      | 27,1      | 22,9      | 17,4      | 12        | 7         | 15,2      |
| Température maximale moyenne (°C)                | 8,3       | 9,4       | 13,1      | 18,5      | 23,2      | 26,2     | 29,8      | 31,6      | 27,1      | 22        | 16,5      | 10,9      | 19,7      |
| Record de froid (°C) date du record              | −6,9 1970 | −8,7 1977 | −4,7 1977 | −2,1 1945 | 2,4 1965  | 7,8 1942 | 12,9 1966 | 15,3 1968 | 7,9 1987  | 1,6 1942  | −2,4 1947 | −7,5 1967 | −8,7 1977 |
| Record de chaleur (°C) date du record            | 20,6 2002 | 24,7 1954 | 26,4 2010 | 30,7 1978 | 32,4 2019 | 35 2020  | 37,1 2018 | 38,5 1994 | 36,1 2010 | 32,1 2005 | 27,4 2020 | 23,2 2018 | 38,5 1994 |
| Ensoleillement (h)                               | 67,4      | 88,6      | 140,5     | 182,4     | 206,5     | 157,1    | 168,6     | 201       | 146,2     | 154,4     | 113,8     | 78,8      | 1 705,2   |
| Précipitations (mm)                              | 153,3     | 118,4     | 134       | 113       | 130,3     | 173      | 234,1     | 129,6     | 204,1     | 126,1     | 121,6     | 154,5     | 1 791,9   |
| dont neige (cm)                                  | 28        | 25        | 6         | 0         | 0         | 0        | 0         | 0         | 0         | 0         | 0         | 11        | 68        |
| Nombre de jours avec précipitations              | 17,9      | 14,7      | 13,1      | 10        | 9,4       | 10,7     | 11,5      | 9,6       | 11,3      | 10,7      | 12,8      | 17,3      | 148,9     |
| dont nombre de jours avec précipitations ≥ 10 mm | 5,5       | 4,3       | 4,7       | 4         | 4         | 4,5      | 5,8       | 3,9       | 5,7       | 3,8       | 4,4       | 5,5       | 56,1      |
| Humidité relative (%)                            | 76        | 74        | 72        | 70        | 71        | 78       | 80        | 77        | 79        | 76        | 76        | 76        | 75        |
| Nombre de jours avec neige                       | 6,4       | 5,5       | 0,9       | 0         | 0         | 0        | 0         | 0         | 0         | 0         | 0         | 2,3       | 15        |
| Nombre de jours d'orage                          | 3         | 1,6       | 1,6       | 1,2       | 1,6       | 1,6      | 3,5       | 3,7       | 1,8       | 1,1       | 2,6       | 3,3       | 26,6      |

| Diagramme climatique                                  |             |            |            |               |             |               |               |               |             |            |              |
| J                                                     | F           | M          | A          | M             | J           | J             | A             | S             | O           | N          | D            |
| 8,31,5153,3                                           | 9,41,3118,4 | 13,13,6134 | 18,58,2113 | 23,213,5130,3 | 26,218,2173 | 29,822,8234,1 | 31,623,8129,6 | 27,119,6204,1 | 2213,4126,1 | 16,58121,6 | 10,93,6154,5 |
| Moyennes : • Temp. maxi et mini °C • Précipitation mm |             |            |            |               |             |               |               |               |             |            |              |

## Histoire
La ville de Matsue est construite en même temps que son château, achevé en 1611, et se développe en jōkamachi (ville-château), peu de temps après que Horio Yoshiharu — premier seigneur du domaine — reçoit des mains du shogun Tokugawa les pays d’Izumo et d’Oki en récompense de ses faits d’armes lors de la bataille de Sekigahara (1600). Stratège expert en construction, il prend en compte les facteurs militaires, politiques et économiques ainsi que les infrastructures d’ensemble lorsqu’il fait construire la ville basse. Les résidences des guerriers et des marchands sont construites à l’abri des douves externes afin de faciliter le transport par bateau. Au-delà sont construites les résidences des fantassins ainsi que les temples et sanctuaires qui peuvent être rapidement convertis en lieux de rassemblement pour les troupes. De plus, les routes de la ville sont conçues en zigzag pour ralentir les éventuels attaquants.
En 1638, la cité passe sous le contrôle du clan Matsudaira, dans le domaine de Matsue.
En 1889, en application du nouveau système d'administration des municipalités mis en place par le gouvernement de Meiji, la ville moderne de Matsue est fondée,.

## Économie

### Production d'électricité
Au nord-ouest de Matsue, le long de la côte de la Mer du Japon, dans le village de Kashimacho, se trouve la Centrale nucléaire de Shimane de la Compagnie d'électricité de Chūgoku ('Chugoku Electric Power Company'). Cette centrale nucléaire est celle qui est la plus proche d'une capitale préfectorale japonaise, à environ 10 km de Matsue. La centrale est à l'arrêt depuis 2011 et pourrait être autorisée à redémarrer en 2022,.

## Transports

### Transport ferroviaire
Matsue est desservie par les lignes San'in et Kisuki de la compagnie JR West et par la ligne Kita-Matsue de la compagnie Ichibata Electric Railway. La gare de Matsue est la principale gare de la ville.

### Transport aérien
Matsue est aussi accessible à partir de deux aéroports régionaux : l'aéroport d'Izumo et l'aéroport de Yonago-Miho.

## Culture locale et patrimoine

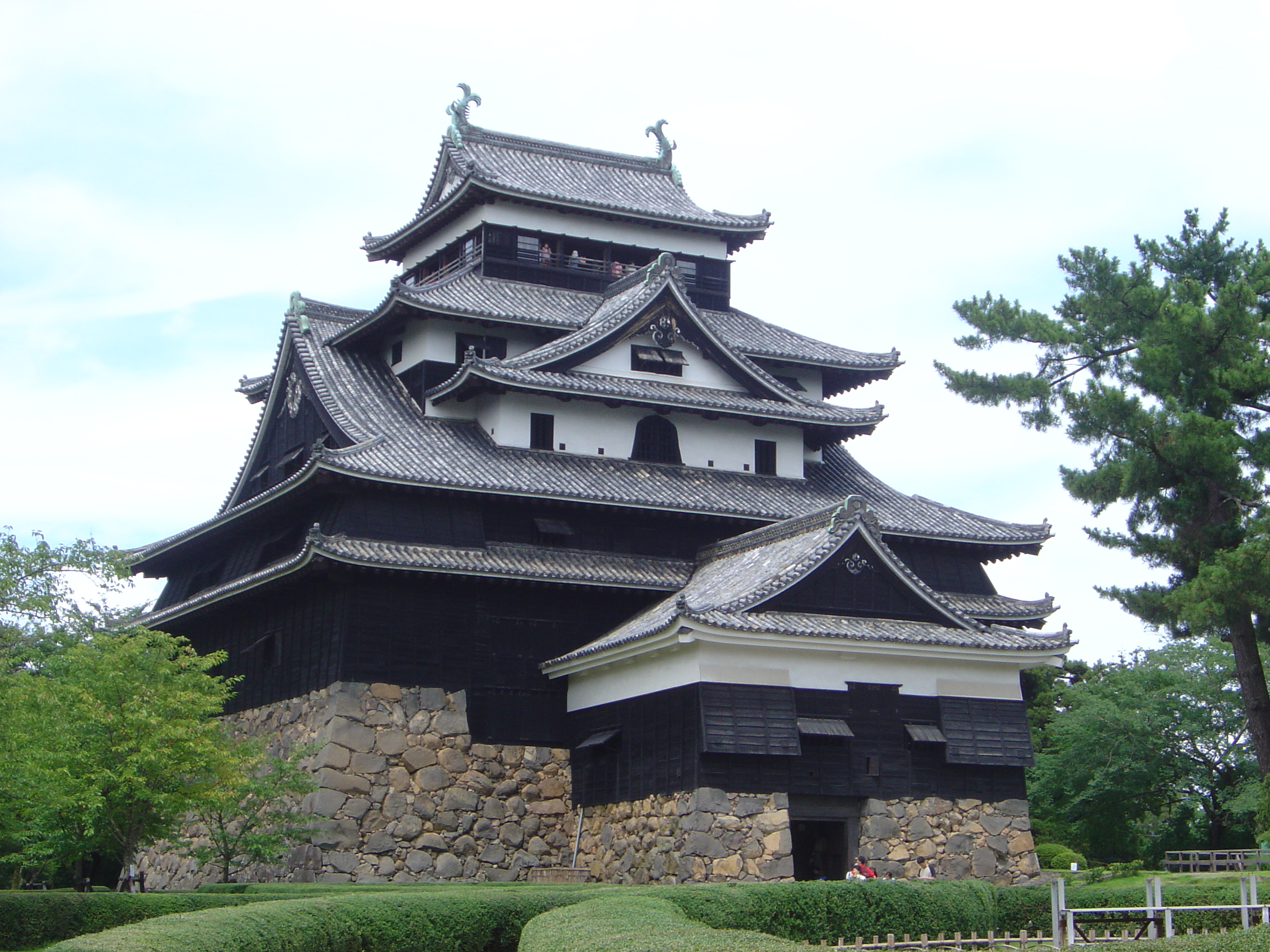
Le donjon du château de Matsue.

La ville de Matsue et ses environs comptent de nombreux trésors culturels et sites historiques, notamment de par ses liens étroits avec les mythes et légendes du Japon d'autrefois. La ville est également connue des étrangers car c'est là qu'a vécu Lafcadio Hearn (1850-1904), auteur de nombreux ouvrages sur le Japon et l'un des premiers étrangers à avoir été naturalisé — sous le nom de Yakumo Koizumi. Grâce à l'écrivain irlandais, la ville possède des liens très étroits avec la capitale irlandaise : Dublin, ainsi que La Nouvelle-Orléans. Matsue a obtenu le statut de ville internationale touristique et culturelle, en 1951.

### Patrimoine architectural

#### Château de Matsue
Achevé en 1611, après cinq ans de travaux, le château de Matsue est l’un des douze derniers donjons authentiques du Japon. Symbole de la ville et classé Patrimoine culturel important, il offre en son sommet un panorama unique sur la ville, le lac Shinji et le mont Daisen. Ses jardins abritent également de magnifiques camélias et cerisiers florissant au printemps.
Appelées Horikawa, les douves du château, véritables canaux entourant le château et traversant la ville, sont navigables en bateau.

#### Route Shiomi-Nawate

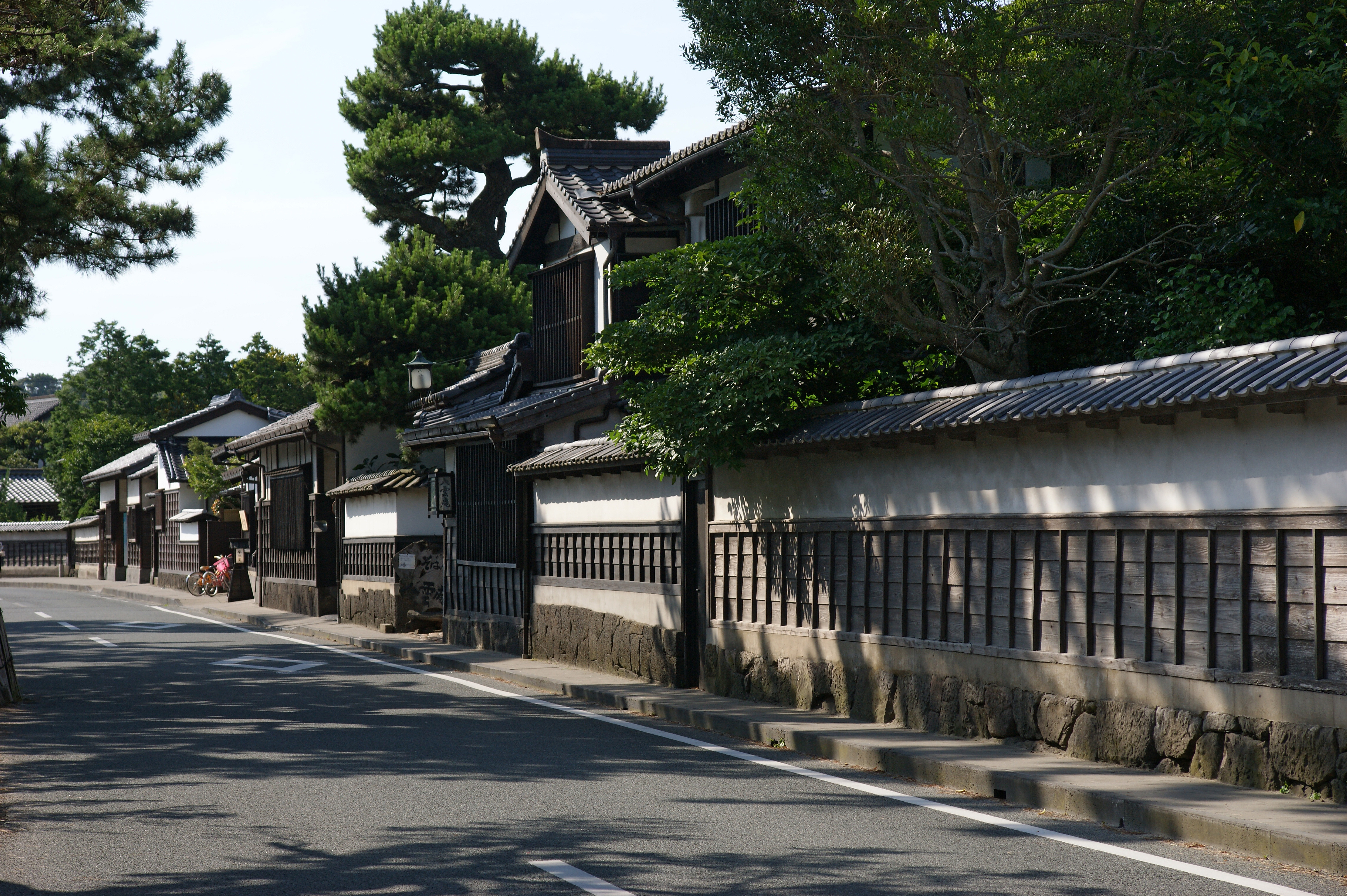
La route Shiomi-Nawate.

Située le long des douves nord du château, ce site, protégé pour sa beauté et son pittoresque, est classé comme étant l’une des cents plus belles routes du Japon. Il s’y succèdent sur environ cinq cents mètres des pins centenaires et des anciennes résidences de samouraïs, dont une est encore aujourd’hui parfaitement conservée : Buke-Yashiki.

#### Ancienne résidence de Lafcadio Hearn
Écrivain irlandais installé au Japon, Lafcadio Hearn fut l'un des premiers Occidentaux à se faire naturaliser Japonais. Il prit le nom de Yakumo Koizumi. Ayant habité à Matsue pendant quinze mois et travaillant en tant que professeur d’anglais à l’école secondaire de la ville, il livra ses impressions sur la ville dans son essai « In a Japanese garden » inclus dans le livre « Glimpses of Unfamiliar Japan ».　
À ses côtés se trouve le musée Lafcadio Hearn qui lui est consacré. Sur les 1 000 objets exposés, environ deux cents sont des objets personnels, tel la table, la pipe ou les manuscrits.

#### Résidence de Buke Yashiki

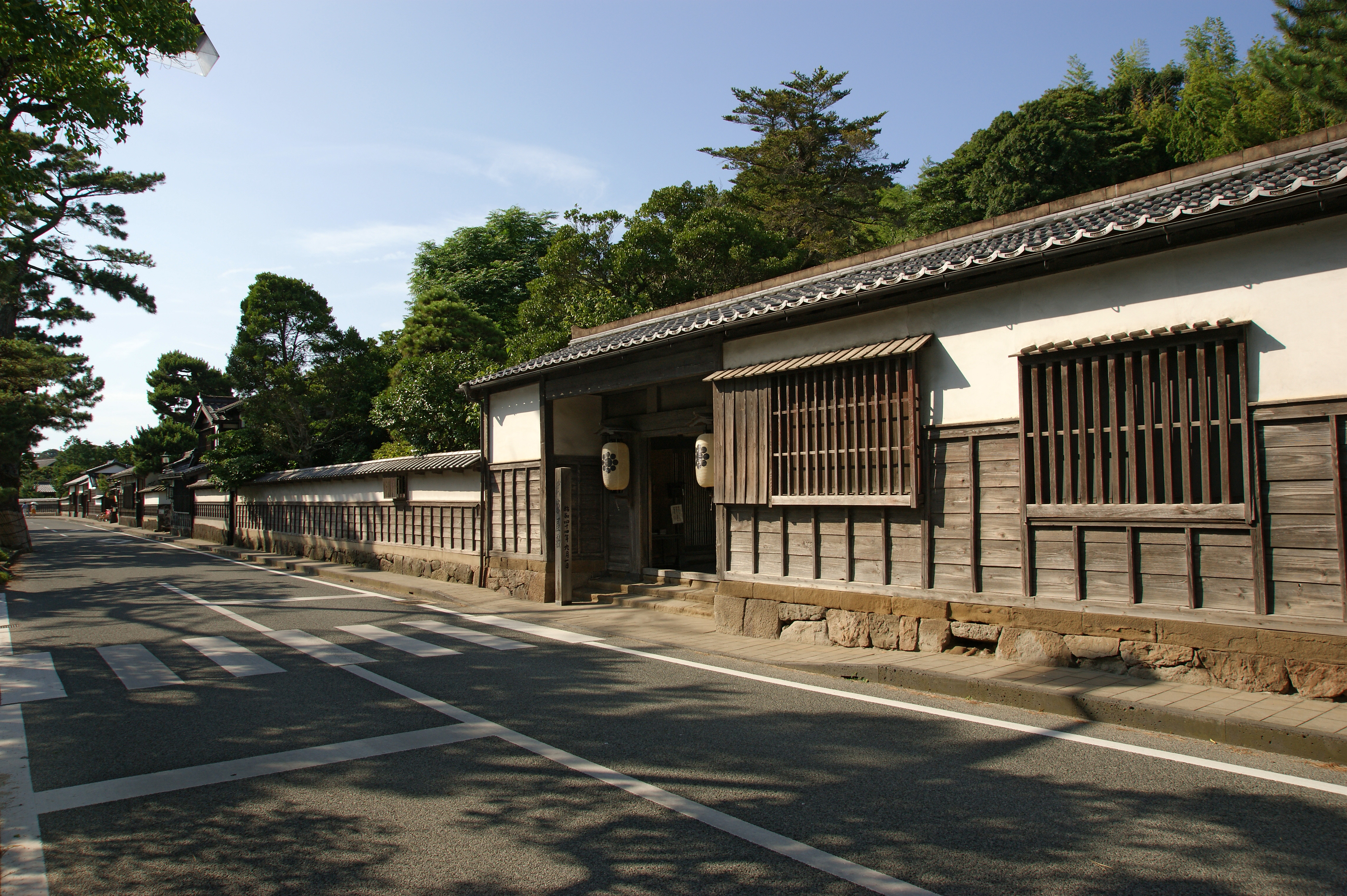
La résidence de samouraï Buke Yashiki.

Vieille de 270 ans, la résidence de samouraï Buke Yashiki appartenait à un samouraï de rang moyen et à sa famille. Elle abrite une sélection d’objets domestiques anciens, qui donnent aux visiteurs une idée de la vie quotidienne de l’ancienne classe guerrière. L’élégance de l’entrée et de la salle de réception contraste avec la simplicité minimaliste des quartiers privés, illustrant ainsi parfaitement la distinction faite par les samouraïs entre vie publique et vie privée.

#### Pavillon de thé Meimei-an
Le pavillon de thé Meimei-an, l’un des plus célèbres du Japon, fut édifié en 1779 à la demande du Fumaï daimyo et selon ses instructions dans le jardin de la résidence d'un de ses vassaux. Déplacé à quatre reprises, y compris à Edo (futur Tôkyô), le pavillon fut transporté à son emplacement actuel en 1966, à l'occasion du 150e anniversaire de la mort de Fumaï, qui fut un maître respecté de cérémonie du thé.

### Musées

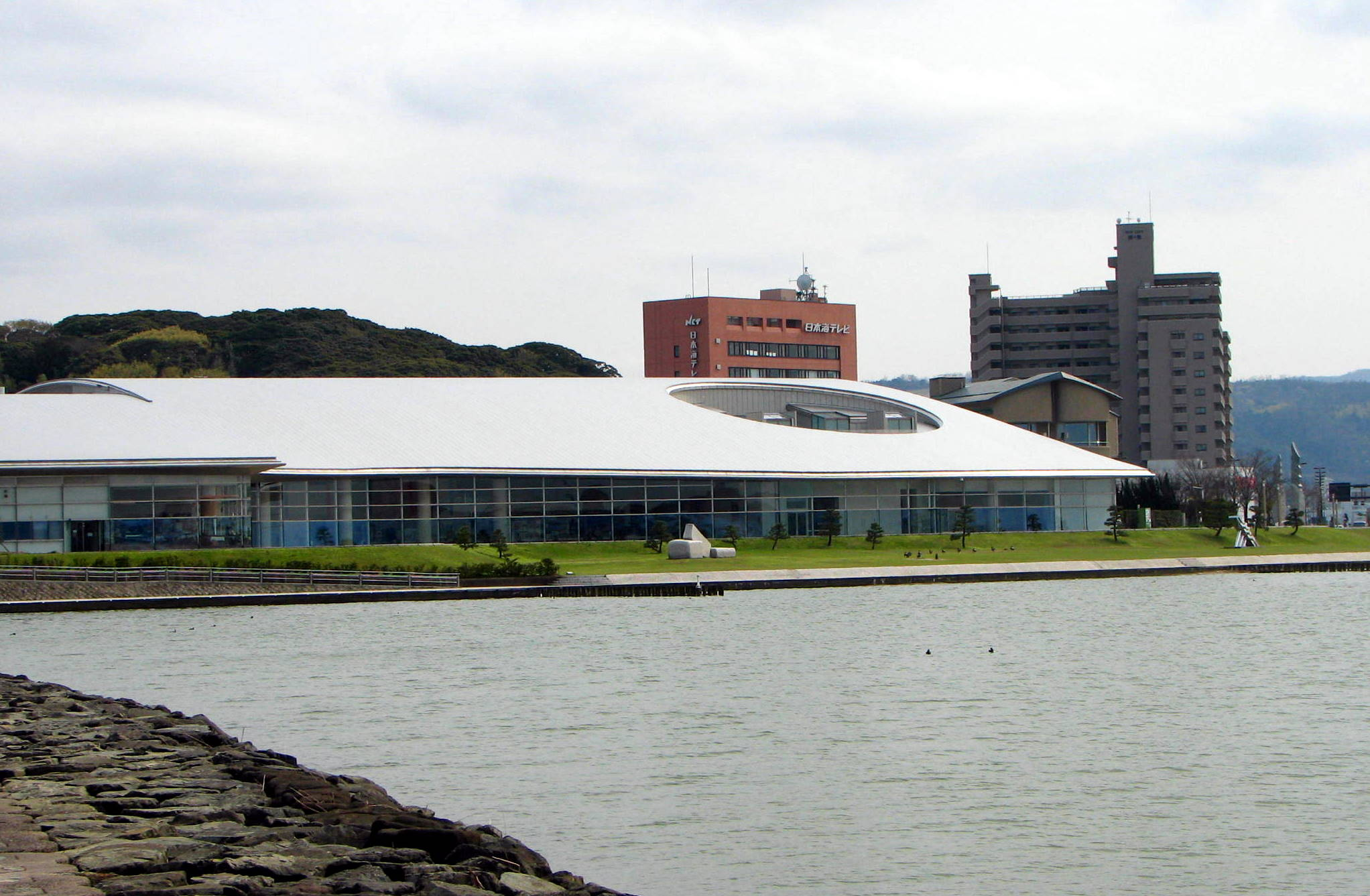
Le musée d'art préfectoral de Shimane.

#### Musée d'Histoire de Matsue
Construit près du château et ressemblant à la résidence d’un samouraï, le musée d'Histoire de Matsue (松江市歴史館) présente avec beaucoup de clarté l'histoire et la culture de la ville.

#### Musée préfectoral d'art
Inauguré en 1999, le musée préfectoral d'art de Shimane s’étend le long du lac, ce qui en fait un lieu de choix pour observer les magnifiques couchers de soleil du lac Shinji. De mars à septembre, le musée reste ouvert jusqu'à trente minutes après le coucher du soleil, afin de permettre à ceux qui le souhaitent de profiter du spectacle. Le musée a exposé des œuvres de nombreux artistes japonais reconnus comme de grands maîtres européens (Courbet, Monet, Rodin, etc.). Le musée soutient également le travail d’artistes locaux, en association avec la préfecture de Shimane.

#### Kōunkaku
Le Kōunkaku (興雲閣), ancien musée d'histoire locale de Matsue, est une demeure de type occidental construite en 1903 pour accueillir l'empereur du Japon lors d'une visite dans la région, elle devint par la suite le musée d'histoire locale de la ville. Désigné bien culturel important.

#### Autres musées
- Le musée d'art Tanabe
- Le musée Matsue Kitabori
- Le musée à la mémoire d’Abe Eishiro (安部榮四郎記念館). Parmi les objets exposés, certains ont été réalisés par Eishiro Abe, qui a reçu le titre de « trésor national vivant du Japon » pour son rôle crucial dans la conservation de l'art de la fabrication de papier de soie non calibré.
- Le musée Kimachi Stone. Ce musée présente l'histoire et la culture de la pierre de Kimachi, pierre unique à la région qui sert à fabriquer les lanternes de pierre d'Izumo.
- Le musée d'Art Adachi, musée d'art moderne situé dans la ville adjacente, à l'est de Yasugi. Il est établi dans un ensemble de jardins paysagés régulièrement primés parmi les plus beaux jardins du Japon[9].

### Temples et sanctuaires

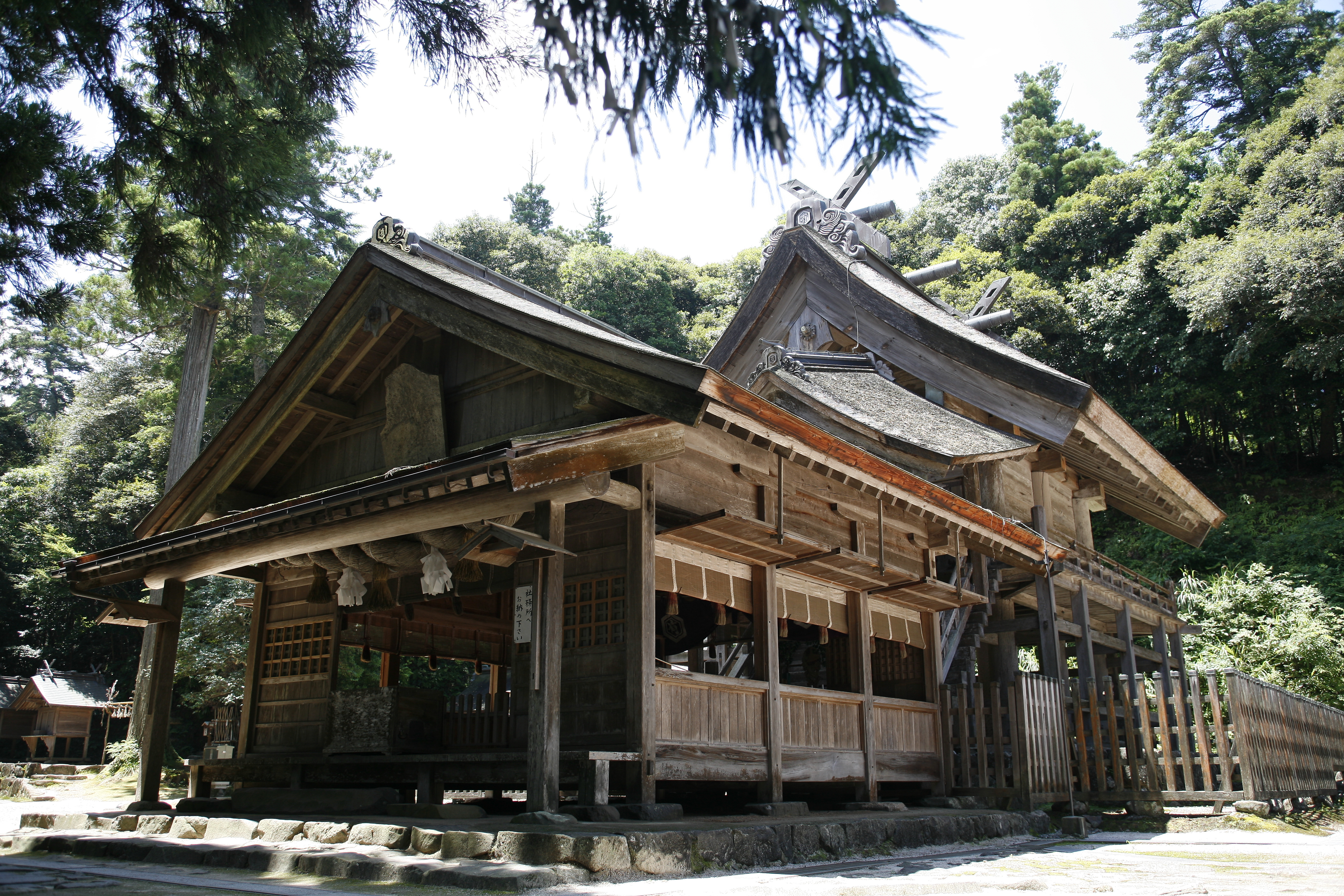
Le sanctuaire Kamosu-jinja.

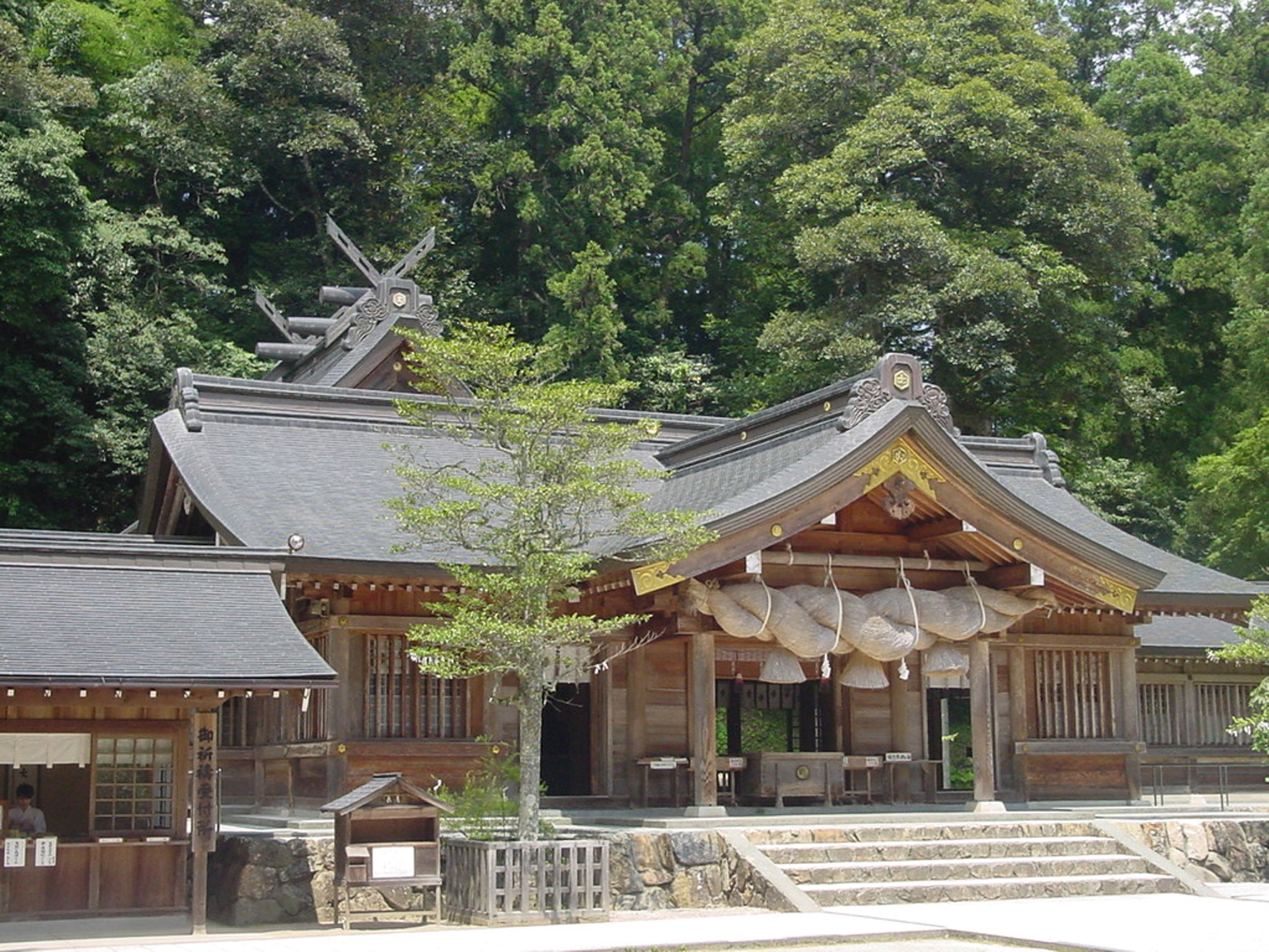
Le sanctuaire Kumano-taisha.

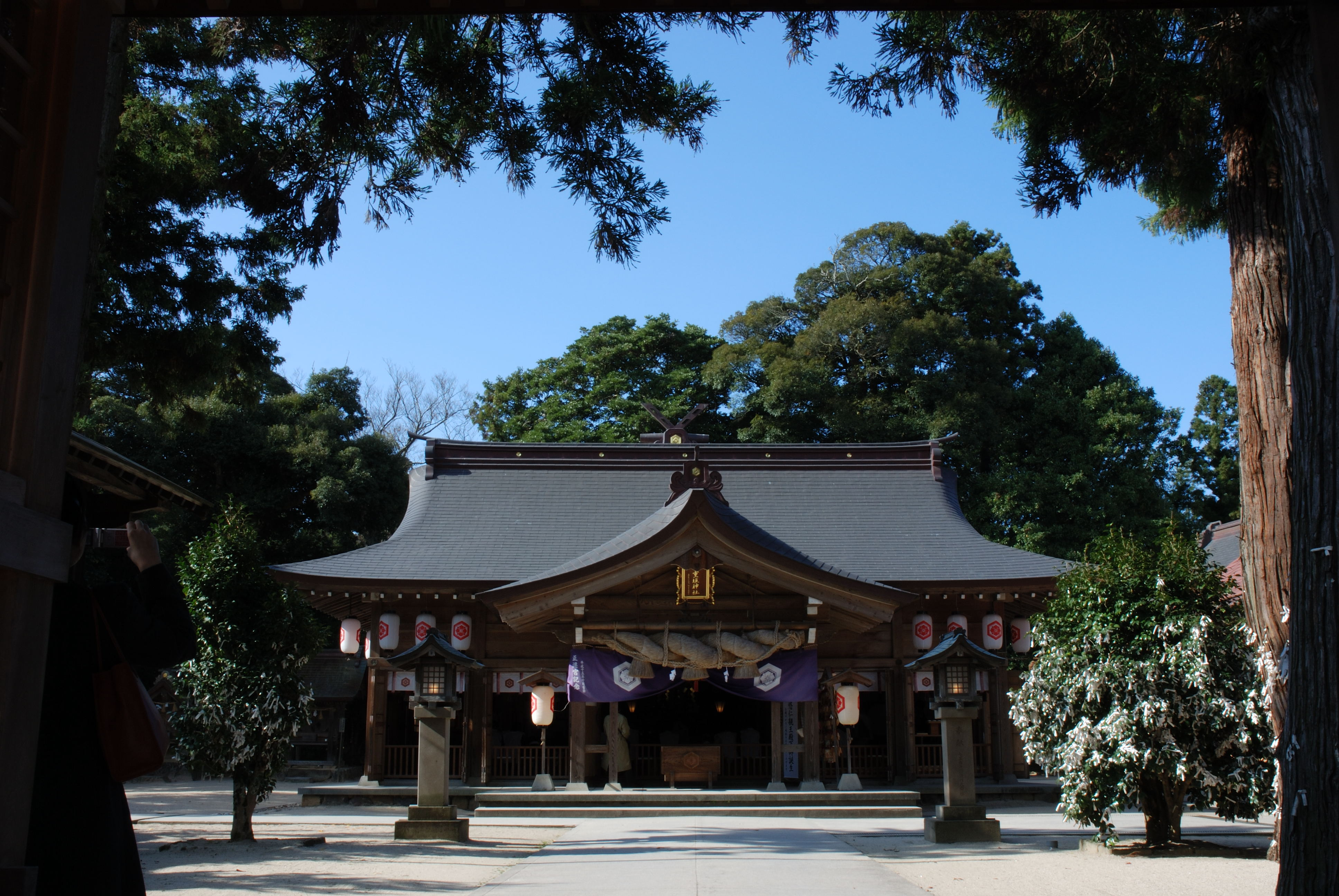
Le sanctuaire Yaegaki-jinja.

#### Gesshô-ji
Situé à moins d'un kilomètre à l’est du château, le Gesshô-ji (月照寺) est le temple familial du clan Matsudaira qui a régné sur le fief de Matsue pendant dix générations, de 1638 à 1871. On y trouve, outre les tombeaux des différents seigneurs, une gigantesque statue de tortue sur laquelle repose une énorme stèle.

#### Sanctuaire Jôzan Inari
Situé près du château et célébré par les seigneurs Matsudaira, le sanctuaire Jôzan Inari (城山稲荷神社) est dédié au dieu-renard Inari, la divinité du riz. Le sanctuaire est entouré d’innombrables statues de renards sculptées dans la pierre et le bois. Il est également connu pour le festival Hôran-enya, qui est l’une des trois grandes processions de bateaux du Japon.

#### Senju-in
Situé sur une colline au nord-est du château de Matsue, le temple Senju-in (千手院) est, de par sa localisation, censé protéger le château des mauvais augures provenant du nord-est (鬼門, Kimon).
Situé tout près de la célèbre rue Shiomi Nawate longeant les douves nord du château, il offre un magnifique point de vue sur la ville de Matsue et son château, et il est connu pour son vénérable cerisier âgé de plus de 200 ans et classé en tant que merveille naturelle par la ville.

#### Shirakata Tenman-gû
Appelé « Tenjin-san », le Shirakata Tenman-gû (白潟天満宮) est dédié à Michizane Sugawara, érudit de l’ère Heian assimilé après sa mort à Tenjin, le dieu des lettres et des études. Un festival y est organisé tous les 24 et 25 juillet. Les participants promènent sur leurs épaules des mikoshi (temples portatifs) à travers le quartier de Tenjin-chô - au sud-ouest de la gare de Matsue.

#### Kamosu-jinja
Le Kamosu-jinja (神魂神社) est un très ancien sanctuaire dédié à Izanami, déesse de la création et de la mort. Désigné Trésor national, le très imposant bâtiment principal est le plus ancien exemple existant au Japon du style architectural Taisha, le même que celui du grand sanctuaire d’Izumo.

#### Yaegaki-jinja
Selon une légendes du Kojiki, le dieu Susanô s’installa dans le Yaegaki-jinja (八重神社) avec sa jeune épouse, Kushinada-hime, après avoir terrassé le dragon à huit têtes, « Yamata-no-Orochi » (八岐大蛇). Depuis, l’endroit est connu comme une terre de « en-musubi » et réputé comme favorisant les mariages heureux.

#### Sada-jinja

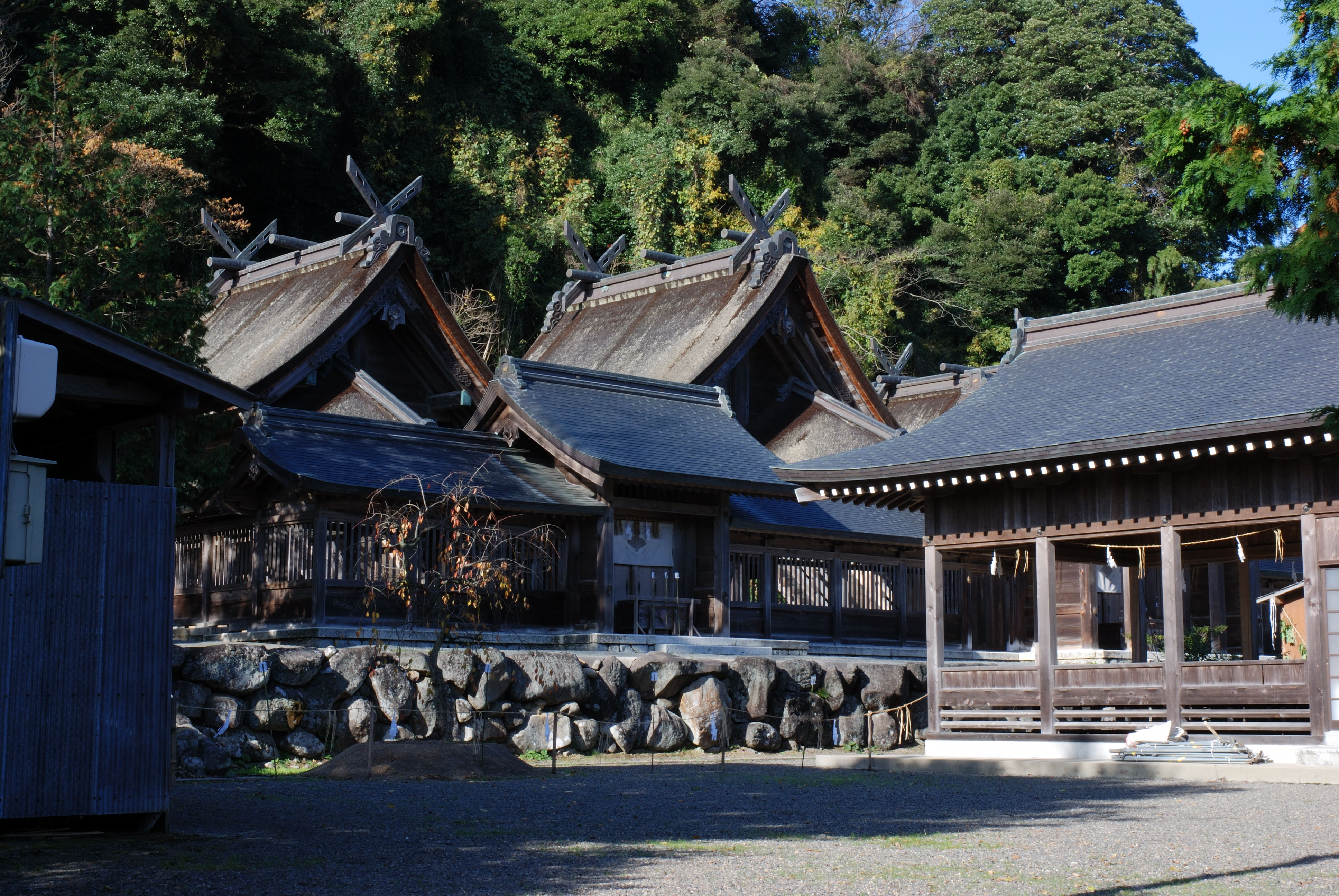
Le sanctuaire Sada-jinja.

Classé Bien culturel national important, le Sada-jinja (佐太神社) à la particularité d’être constitué de trois bâtiments tous de style architectural Taisha. Cité dans l’ancienne chronique « Izumo no Kuni Fudoki » (733) qui relate l’histoire de la province, il est dédié aux plus importantes des divinités shintoïstes et à Sada-no-Ôkami, qui serait né dans la grotte Kaka-no-Kukedo sur la rive nord de la péninsule.
La danse sacrée du sanctuaire, le Sada shin nō, qui inspira les danses Kagura d’Izumo, est inscrite sur la Liste du patrimoine culturel immatériel de l’humanité de l’UNESCO depuis 2011.

#### Kezô-ji

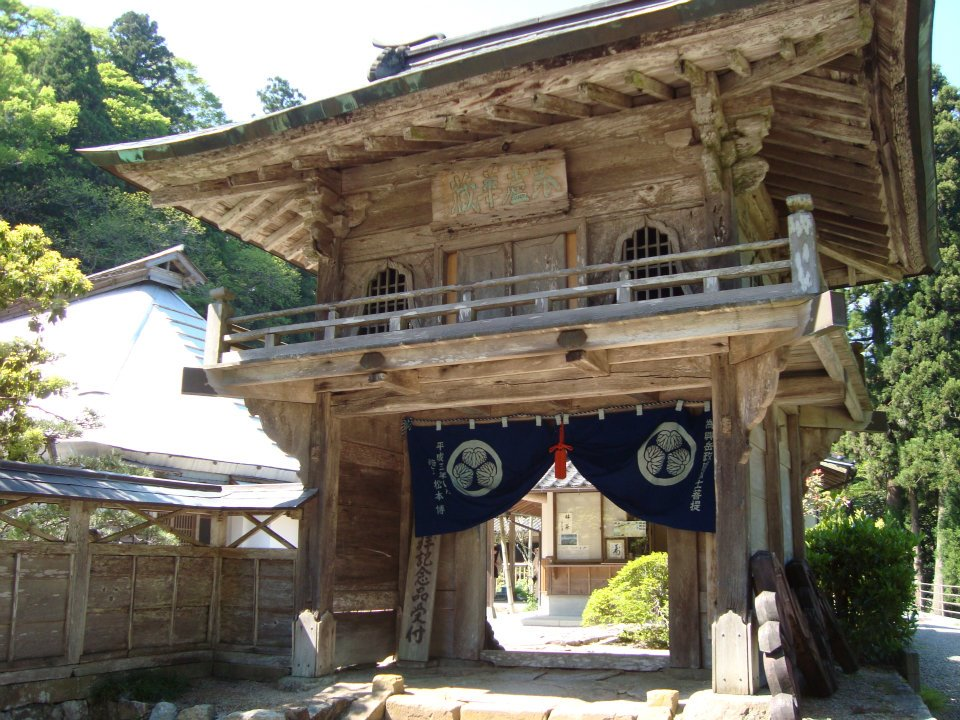
Porte du temple Kezô-ji.

Situé très précisément au nord-est de Matsue, le Kezō-ji (華蔵寺), dressé au sommet du Mont Makuragi, est censé, selon la cosmologie chinoise, protéger la ville des mauvais augures. Il s’y trouve également la plus haute statue bouddhique en pierre (9 m) de Shimane. Abritant un parc naturel préfectoral, la montagne offre un point de vue exceptionnel sur Matsue, les lacs Nakaumi et Shinji ainsi que l’imposant mont Daisen.

#### Miho-jinja

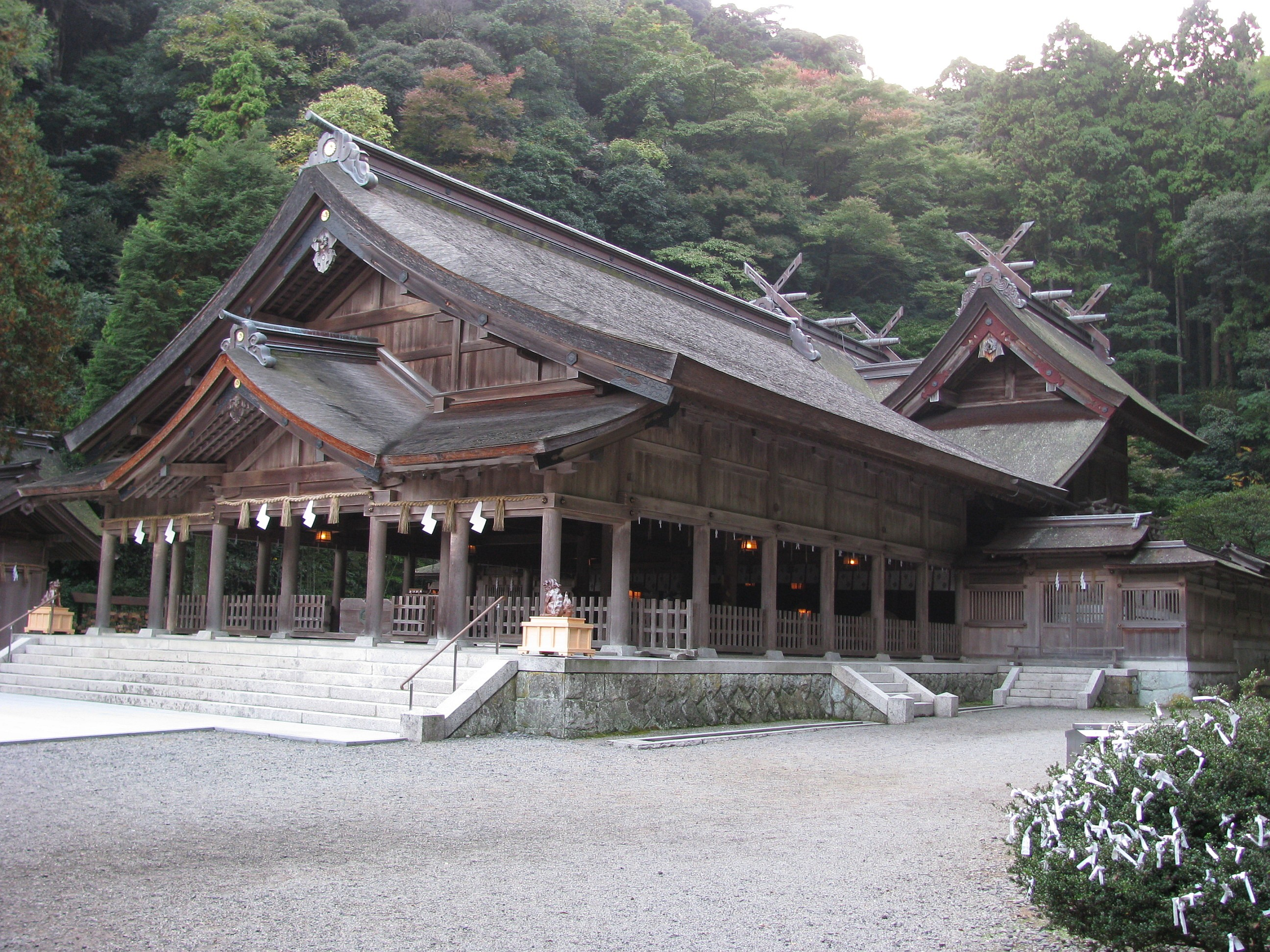
Le sanctuaire Miho-jinja.

Situé dans le village portuaire de Mihonoseki, le sanctuaire Miho (美保神社) vénère Kotoshiro-nushi, fils du dieu Ōkuninushi, qui fut assimilé durant le Moyen Âge à Ebisu (divinité), le dieu de la mer et de la navigation, des marchands, de la musique et de la dance. Miho-jinja est à la tête des 3385 sanctuaires vénérant Ebisu à travers le Japon. C'est un des dieux les plus importants du panthéon shintoïste.

### Patrimoine naturel

#### Jardin japonais Yûshien
Situé sur l’île Daikon sur le lac Nakaumi, le Yûshien, un jardin japonais, abrite également une serre où est visible tout au long de l’année la fleur emblématique de la ville de Matsue, la pivoine.

#### Lac Shinji
Composé en partie d’eau salée et en partie d’eau douce, le lac Shinji est le septième plus vaste lac du Japon. Le coucher du soleil sur le lac est particulièrement célèbre pour ses couleurs vives et sa beauté.
Seule île du lac Shinji, l'île Yomega (嫁が島) - littéralement « l’île de la mariée » - est située tout près du musée d'art préféctoral de Matsue. La légende locale raconte que l’île a été créée par les dieux en mémoire d’une belle jeune mariée qui se serait noyée dans les eaux du lac.
C’est dans le lac Shinji qu’est récoltée la plus grande quantité de shijimi au Japon. Connus comme étant l’un des « sept délices du lac Shinji », un centre consacré aux shijimi (le Centre pour les coquillages shijimi) (宍道湖しじみ館) vous permettra d’en savoir plus sur ces savoureux crustacés.

#### Parc Vogel
Le parc Vogel (en), qui tire son nom de l’allemand « oiseau », est un parc ornithologique qui accueille de nombreuses espèces d’oiseaux et de fleurs, telles que des milliers de variétés de bégonias et de fuchsias.

#### Sources d’eau chaude

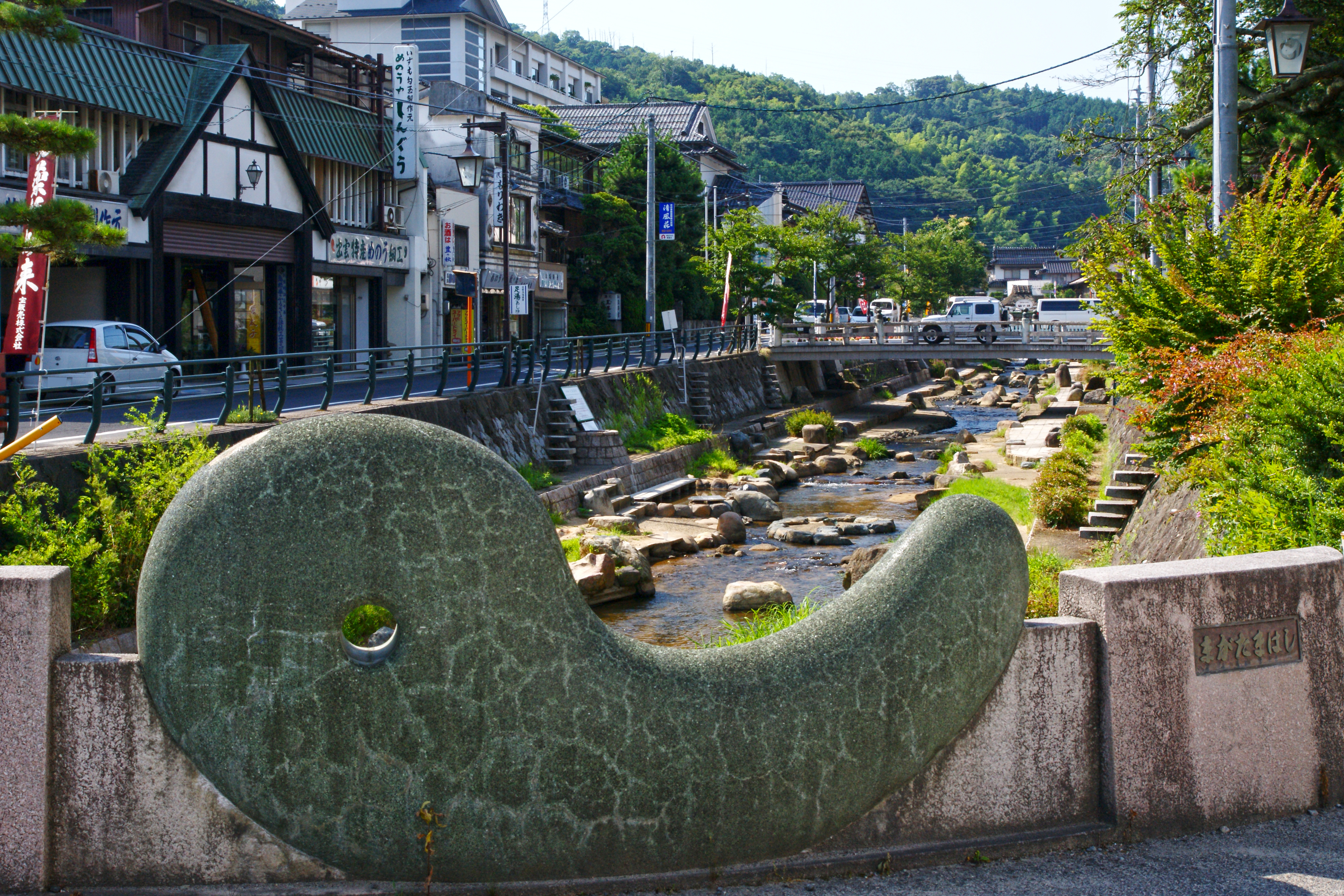
Le pont à magatama de Tamatsukuri Onsen.

La région de Matsue bénéficie de nombreuses sources d’eau chaude.

##### Sources d’eau chaude du lac Shinji
Située sur la rive nord du lac Shinji, non loin du centre-ville, la source qui alimente cette onsen se trouve à près de 1 250 mètres sous terre et dépasse les 77 °C. Riche en sulfates et chlorates, elle est réputée soulager divers maux dont névralgies et rhumatismes.

##### Tamatsukuri Onsen
Les thermes de Tamatsukuri, mentionnées dans les anciennes Chroniques de la province d’Izumo, sont considérées comme les « bains des Dieux ». Les rives de la rivière qui traverse Tamatsukuri Onsen ont été aménagées en bains ouverts.

### Festivals et manifestations

#### Horan-enya
En 1648, les récoltes du domaine de Matsue furent catastrophiques. La divinité du sanctuaire Jôzan Inari, divinité des récoltes abondantes, fut alors transportée jusqu’au sanctuaire Adakaya, près du lac Nakaumi, dans une tentative d’obtenir la grâce du ciel. Depuis, cette manifestation a lieu tous les 10 ans. La procession est formée par une centaine d’embarcations décorées de drapeaux et de bannières dont l’équipage crie « Hôran-enya ! ». Parmi les embarcations se trouve le « Kaitenma », à la proue duquel un homme réalise une « danse de l’aviron » pendant qu’à la poupe un danseur habillé comme un acteur de Kabuki effectue une « danse du bâton ». Horan-enya est l’une des trois grandes processions de bateaux du Japon.

#### Dô-gyôretsu
Le défilé de tambours, Dô-gyôretsu, qui a lieu le troisième dimanche d’octobre de chaque année, retrace les célébrations qui accompagnèrent l'entrée du clan Horio, seigneur du fief, dans leur nouveau château de Matsue, qui fut achevé en 1611. Mesurant deux mètres de diamètre, les tambours « dô » sont placés sur de grands chars de carnaval tirés par des enfants. Chaque quartiers de la ville possède son propre char. Le battement des tambours est accompagné par des flûtes, et les sons de cette procession énergique résonnent dans toute la ville.

### Gastronomie

#### Cérémonie du thé et confiseries
La ville de Matsue est aussi connue que Kyôto et Kanazawa pour la cérémonie du thé et ses wagashi, confiseries japonaises. La tradition remonte à Matsudaira Harusato, qui régna sur Matsue il y a environ 250 ans. Fin lettré et particulièrement versé dans les arts du thé, il était aussi appelé par son nom de maître de thé, Fumaï. Il développa un style original de cérémonie de thé aujourd’hui connu sous le nom d’école Fumaï. Les artisans de Matsue rivalisèrent alors d’ingéniosité pour créer et offrir à leur seigneur les plus beaux wagashi, qui accompagnent traditionnellement le thé.
Le thé fait partie intégrante de la vie de Matsue depuis le règne du seigneur Matsudaira Harusato, qui aimait la cérémonie du thé au point de fonder son propre courant, l’« école Fumaï ».

#### Spécialités culinaires
Le lac Shinji, où se mêlent eau douce et eau salée, a offert à la région une culture culinaire unique et variée. La blanchaille (shirauo) du printemps, les coquillages et les anguilles de l’été, les crevettes (moroge-ebi) de l’automne, le bar, l’éperlan et la carpe koï de l’hiver sont connus comme les « sept délices du lac Shinji ».
Les soba de la région d’Izumo ont pour caractéristiques leur couleur gris foncé, une texture ferme et un arôme délicat. Spécialités de la région, elles sont habituellement servies dans des petits bols superposables appelés « warigo ».

## Jumelages et partenaires internationaux

### Jumelages
- Takarazuka (Japon) depuis 1967
- Suzu (Japon) depuis 1988
- Onomichi (Japon) depuis 2012

### Partenariats internationaux
- Jilin (Chine) depuis 1999
- Hangzhou (Chine) depuis 2003
- Yinchuan (Chine) depuis 2004
- Jinju (Corée du Sud) depuis 1999
- La Nouvelle-Orléans (États-Unis) depuis 1994

Possédant de nombreuses relations avec la capitale irlandaise, Dublin, de par l'écrivain irlandais Lafcadio Hearn qui travailla à Matsue, celle-ci a également conclu un partenariat avec La Nouvelle-Orléans où travaillait le journaliste avant son départ au Japon. Matsue accueille depuis de nombreuses troupes venant de la capitale du jazz.

## Symboles municipaux
L'arbre qui symbolise la ville de Matsue est le pin. Sa fleur symbole est la pivoine.

## Personnalités liées à Matsue
- Kei Nishikori, joueur de tennis

## Honneur
L'astéroïde (8113) Matsue porte son nom.